# Епитоп
Епитоп, антигенска детерминантна (од грч. ἐπί „на“ и τόπος „место“) је скуп аминокиселинских резидуа које се специфично вежу са паратопом на антителима. Епитопи су познати и као детерминанта или одреднице антигена, или делови његове макромолекуле који препознају антитело, и за које се конкретно везују рецептори на T и B лимфоцитима. Генерално гледано антиген има неколико или много различитих антигенских детерминанти и зато реагује са безброј антитела. Епитоп је функционална јединица, а не структурни елемент протеина и не може се открити независно од свог паратопа. Део једног антитела која препознаје епитопе зове паратоп.

## Појмови[2][3][4]
Детерминанта је фактор који успоставља природу ентитета или догађаја.
Антигенска детерминанта (епитоп) структурна компонента молекула антигена одговорна за специфичну интеракцију са молекулима антитела изазвану истим или сродним антигенима.
Сакривене антигенске детерминанта налази се у неекспонираном региону молекула, тако да је спречена да ступа у интеракцију са рецепторима на лимфоцитима, или са молекулима антитела, и није у стању да изазове неки од имунских одговора; може да се појави после стереохемијских промена молекуларне структуре.
Имуногена детерминанта је имуногени део молекула који ступа у интеракцију са помоћницима Т ћелија и покреће продукцију антитела, насупрот антигенској детерминанти или хаптену, који ступа у интеракцији са Б ћелијама.

## Особине
Макромолекули садрже већи број епитопа, од којих се неки могу понављати, а број мултиплих идентичних детерминанти одређује валентност антигена. Епитоп могу бити непреклапајући, када су просторно удаљени и омогућавају везивање два или више антитела. Преклапајуће детерминанте су близу једна другој и доводе до стерних сметњи приликом везивања антитела, а у ретким случајевима је могуће и да везивање првог антитела доведе до конформационе промене структуре антигена чиме се утиче на везивање другог антитела.
Епитоп угљених хидрата и фосфолипида су ковалентне структуре.
Моноклонска антитела реагују са једним, а поликлонска са више епитопа на молекулу антигена. Антиген и антитело везују се хидрофобним, јонским или Ван дер Валсов-им силама и тако стварају имунокомплекс антиген-антитело.
Епитопи протеинских антигена су подељени у две категорије, на конформациони епитопе и линеарне епитопе, на основу њихове структуре и интеракција са паратопима.
- Конформациони епитопи се састоји од неповезаних делова антиген или амино киселина у низу. Ови епитопи ступају у интеракцију са паратопон на основу 3-Д површинских карактеристика, или са терцијарним структурама антигена.
- Линеарни епитопи, насупрот конформациони епитопима, ступају и интеракцију са паратопима на основу њихове примарне структуре. Линеарни епитоп се састоји од непрекидног низа аминокиселина из антигена.